# Ende Gelände
Ende Gelände (EG) (provérbio alemão para "aqui e não mais"; literalmente "terreno final" ou "fim do terreno") é um movimento climático anti-capitalista de desobediência civil.

Logótipo do Ende Gelände

Começou por ocupar minas de carvão na Alemanha para aumentar a consciencialização sobre a justiça climática.  
O Ende Gelände organizou ações de desobediência civil em massa contra minas de carvão na Renânia, Lusácia e Leipzig desde 2015. Desde 2017, participou em protestos de desobediência civil contra a mineração de carvão e fraturamento hidráulico na Polónia, Holanda e República Checa. Apoia o movimento de Veneza contra grandes navios de cruzeiro. Os protestos anuais na Alemanha têm tido entre 3.000 e 7.000 participantes. Apoia regularmente comícios antirracistas na Alemanha e tem anfitriado uma série de protestos locais menores desde 2018. 
O Ende Gelände começou a organizar ações de desobediência civil opondo-se à construção de novos terminais de GNL, sendo este 80 vezes mais poluente do que carvão.

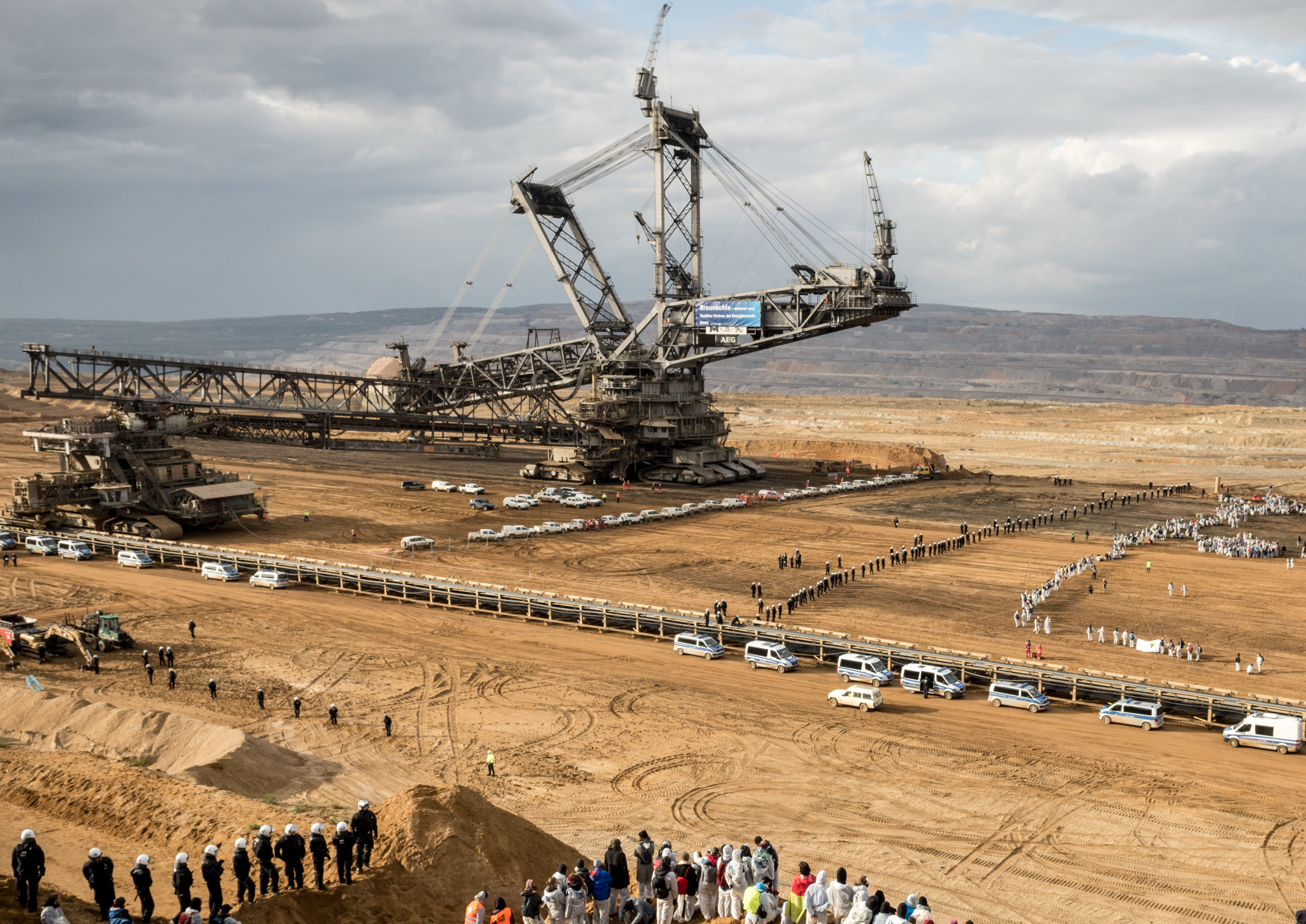
Ende Gelände 2017 linha policial e linha de ativistas, ao fundo uma escavadora de roda de balde de carvão parada da RWE

## Organização
O Ende Gelände foi fundado por uma ampla aliança de grupos anti-carvão, grupos de ação climática de base, grandes organizações ambientais, grupos de esquerda e outros.  Grandes organizações como Fridays For Future, Greenpeace e Bund für Umwelt und Naturschutz Deutschland expressaram solidariedade ao movimento. Evoluiu de uma aliança para um movimento próprio com o surgimento de grupos locais independentes desde 2017. Em 2020, conta com 50 grupos locais na Alemanha e mais nove em toda a Europa (Suécia, Holanda, Dinamarca, França, Bélgica, Suíça, Itália, Áustria, República Checa).

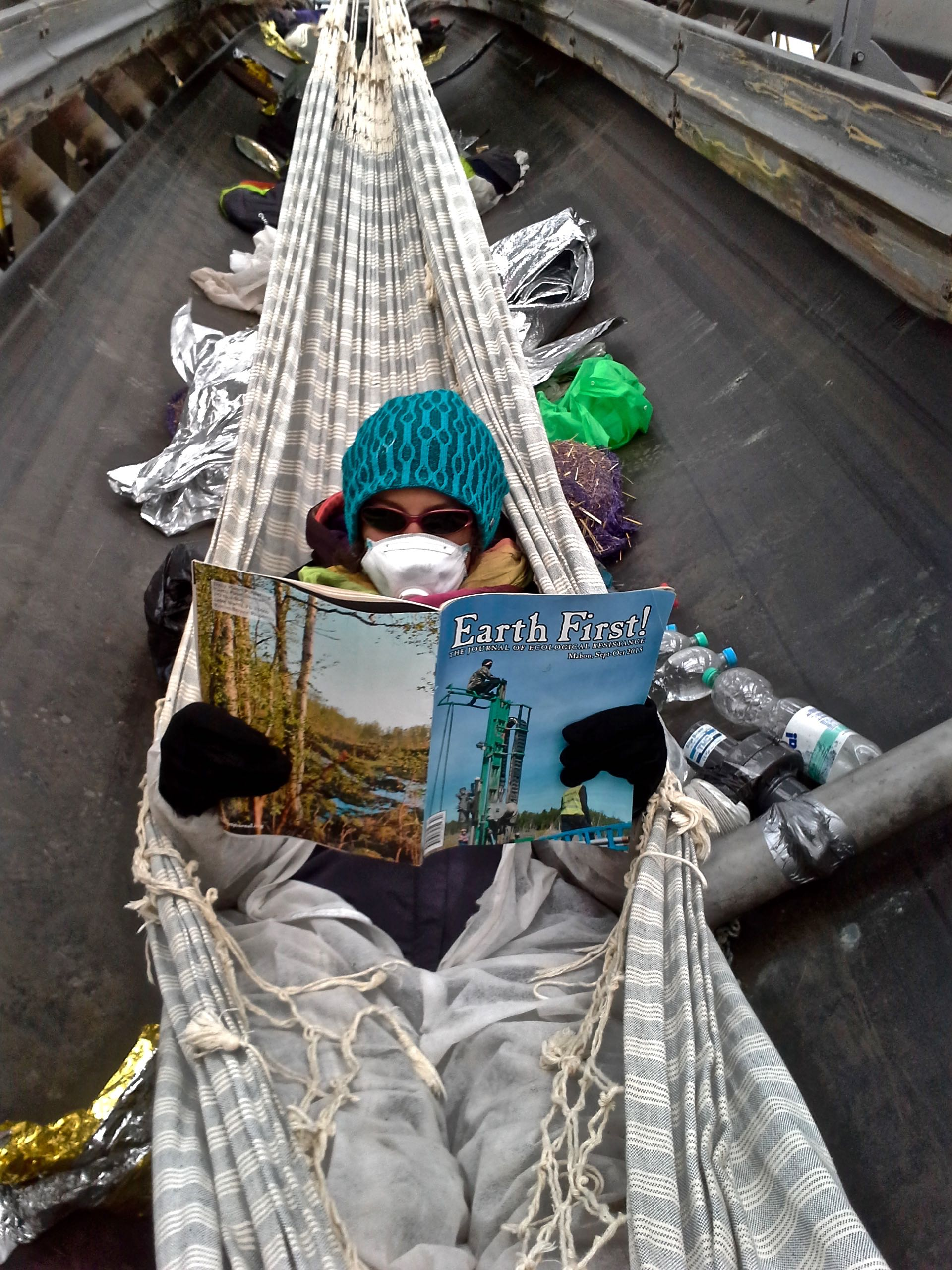
Ende Gelände 2016

O movimento agora internacional reúne-se aproximadamente uma vez por mês em diferentes cidades da Alemanha. As discussões geralmente são interpretadas simultaneamente para o inglês. Boletins informativos e comunicações nos acampamentos climáticos são principalmente traduzidos para o inglês ou outras línguas europeias. Possui 19 grupos de trabalho sobre temas como a montagem do acampamento, relações com a imprensa, finanças, questões jurídicas etc.
O EG não faz parte de uma ONG e não recebe financiamento regular. É apoiado por uma vasta rede de voluntários, muitos deles organizados noutros movimentos como a equipa jurídica que apoia todos aqueles que enfrentam as consequências legais de atos de desobediência civil. O EG não está legalmente registado na Alemanha e, portanto, não pode ser apoiado financeiramente pela maioria das ONG. Os porta-vozes de imprensa usam principalmente pseudónimos, embora algumas pessoas trabalhem com os seus nomes reais.
O EG é um dos maiores grupos ambientais auto-organizados. A Sua cultura de tomada de decisão e auto-organização é geralmente vista como um fator chave para sua resistência.

## COVID-19
Os protestos em 2020 foram adiados até o final de setembro devido à situação insegura da pandemia de COVID-19. O EG usou um sistema com listas decodificadas para registar os participantes e permitir o retrocesso de pessoas, garantindo que as autoridades não pudessem obter listas com nomes.

## Métodos
O Ende Gelände tem bloqueado infraestruturas de carvão uma ou duas vezes por ano com um grande evento. As suas "formas de ação são bloqueios anunciados abertamente de infraestrutura fóssil, como carvão e gás". Na tradição de desobediência civil pacífica, desafia a lei de invasão ao entrar em minas de carvão e ignorar os pedidos de cessar emitidos pelas autoridades. No seu "consenso de ação", ele diz: "Permaneceremos calmos e equilibrados; não colocaremos as pessoas em perigo. Vamos bloquear e ocupar com nossos corpos. Não é nosso objetivo destruir ou danificar a infraestrutura. Não seremos detidos por obstáculos estruturais. Passaremos ou cercaremos as barreiras de segurança da polícia ou da fábrica. Nossa ação transmitirá uma imagem de diversidade, criatividade e abertura."

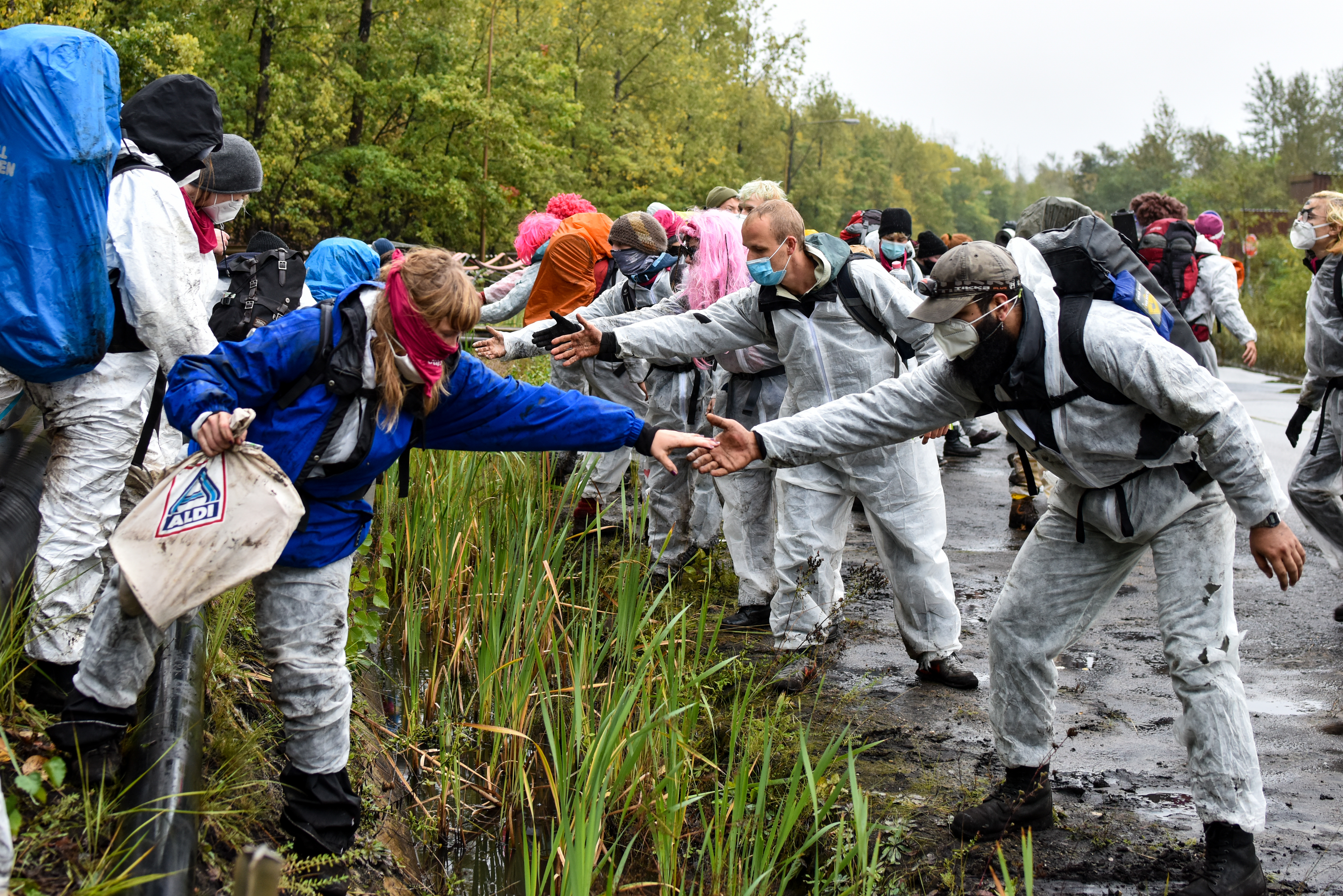
Pink finger sobe uma vala

O EG vê-se na tradição de desobediência civil em protestos ambientais como os primeiros acampamentos climáticos no Reino Unido ou o movimento antinuclear na Alemanha.
Confrontos pacíficos com a polícia e "fluindo pelas linhas policiais" são praticados principalmente em "aktionstraining" com grupos de tamanho médio e pequeno de 10 a 100 pessoas em cidades com filiais locais do EG e em acampamentos climáticos antes da ação.

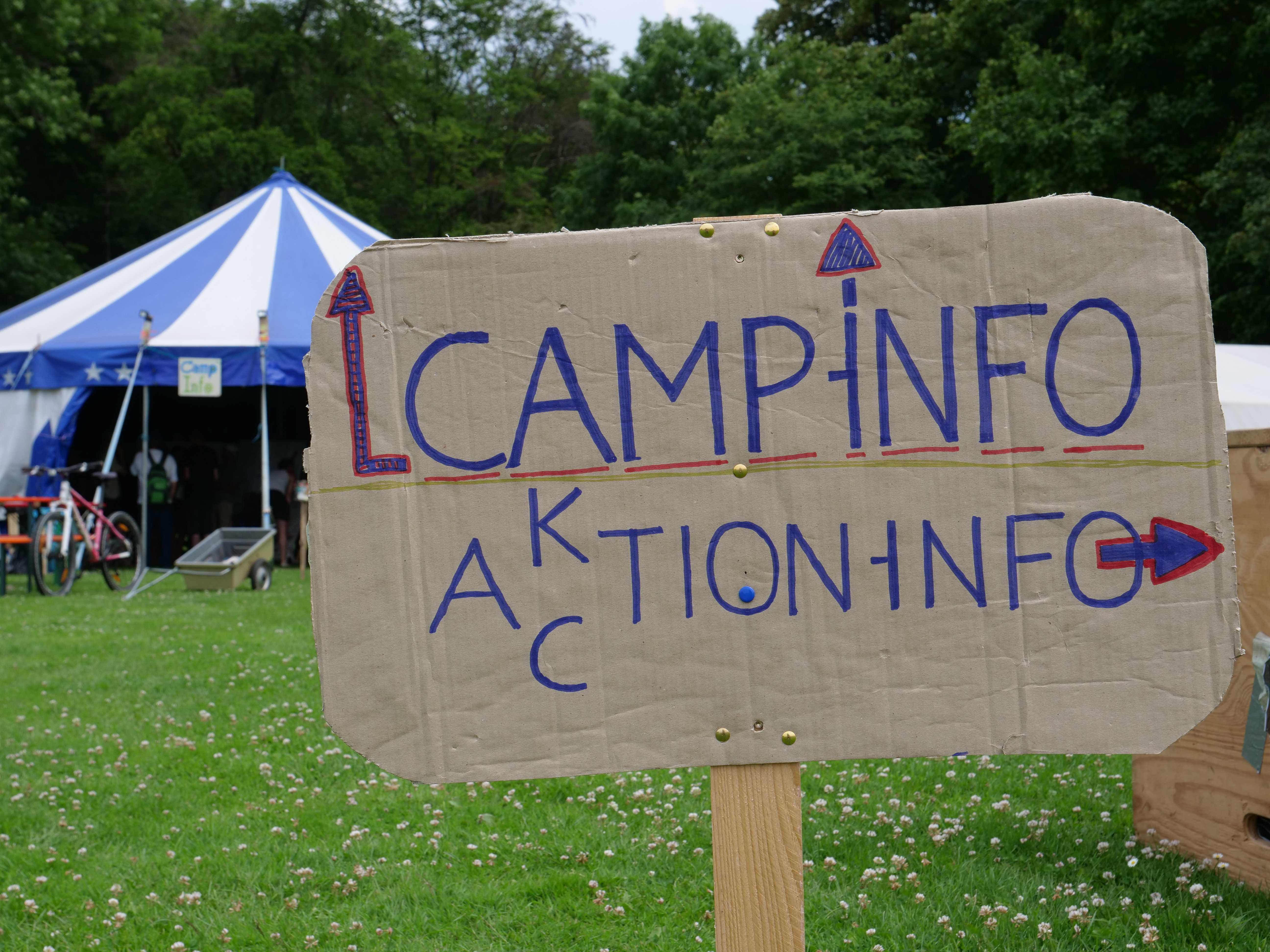
Campo de protesto do Ende Gelände, 19 de junho de 2019

## Oposição ao partido de extrema-direita e racismo
O EG tem participado em várias manifestações antirracistas e contra reuniões do partido de extrema-direita da Alemanha Alternativa para a Alemanha (AfD) com o slogan "Movimento climático significa Antifa".
O AfD de extrema-direita denuncia regularmente o EG como extremista e apela à repressão por meios legais ou pelo serviço secreto nacional "Verfassungsschutz". O serviço secreto Verfassungsschutz lista o EG desde 2016 na sua lista com organizações rotuladas como "extremistas", principalmente pelo slogan "mudança de sistema, não mudança climática".  Em 2020, a filial local de Berlim intensificou a acusação alegando que o EG pelo menos aceitaria e toleraria a violência contra a polícia. A filial não forneceu provas para as alegações, exceto a participação de um grupo de esquerda, Intervenistische Linke. Como reação a maioria das ONG ambientais, totalizando 97 no total, incluindo 350.org, Friends of the Earth Alemanha, Oxfam e muitos grupos locais da Extinction Rebellion assinaram uma carta de solidariedade, rejeitando a tentativa de "criminalização" do EG. O escândalo resultante levou a um pedido de dissolução do Verfassungsschutz de Berlim, apoiado pelo partido Verde e Esquerda, ambos atualmente formando um governo na cidade com social-democratas, que se opuseram à medida.
Nove polícias foram suspensos do destacamento durante uma ação do EG em dezembro de 2019 depois de posarem para uma foto contra o EG, onde se associaram à cena neonazi local.

## Violência policial
A extrema-direita e os relatórios da polícia publicam regularmente alegações de que o EG é violento, contrariamente à sua própria autoconcepção, embora nenhuma incidência de violência tenha sido relatada. O EG regularmente refuta as acusações. O EG acusou a polícia em 2017 e 2020 de violência ilegal contra manifestantes pacíficos. Na maioria desses casos, as pessoas foram feridas com cavalos, bastões, spray de pimenta e socos. Em 2020, a polícia também feriu ativistas com cães. O EG não forneceu números, mas os relatórios indicam que dezenas num universo de milhares ficaram feridos na sua maioria levemente, enquanto alguns ficaram gravemente feridos.

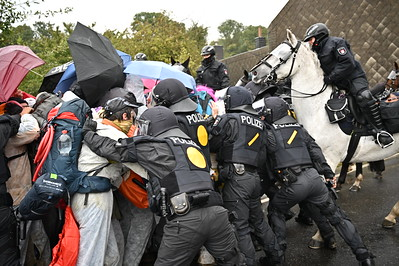
Um dos vários grupos enfrenta a polícia a cavalo.

As posições do EG contra a violência policial foram amplamente divulgadas nos média nacionais e as reportagens foram principalmente a favor do EG, embora nenhuma polícia tenha sido responsabilizada pessoalmente até 2020.Em 2017 e 2020, jornalistas foram feridos por polícias e seguranças privados da RWE. O Ende Gelände divulgou um comunicado de imprensa em 2020 que elevou as acusações contra a polícia ao nível de um "problema policial na Alemanha", pois violam sistematicamente os direitos constitucionais dos ativistas.

## Objetivos e impacto
O Ende Gelände considera-se parte do movimento global pela justiça climática. Exige o fim imediato da geração de energia a carvão e uma transição social e ecológica que supere o "capitalismo fóssil". O EG rejeita a demolição em curso de aldeias para a extensão de minas de carvão. O EG apoiou a ocupação da floresta de Hambach perto de Colónia, que seria explorada para a extensão de uma mina de carvão. A floresta foi finalmente salva, e o EG afirmou que se tratava de uma vitória do movimento pela justiça climática.
Em 2016, o seu slogan era “nós somos o risco do investimento”. O seu protesto contra a Vatenfall foi descrito pelo escritor John Jordan como "ação direta no seu melhor"; o parlamento alemão reabriu a discussão sobre a venda proposta e a empresa acabou sendo vendida por -1,7 mil milhões (devido a passivos ambientais) em vez dos esperados 2 a 3 mil milhões.

## Eventos menores e locais
O EG participou ou organizou vários eventos menores, como adbusting contra o greenwashing da empresa ferroviária nacional da Alemanha,  ou contra a política climática da chanceler Merkel.

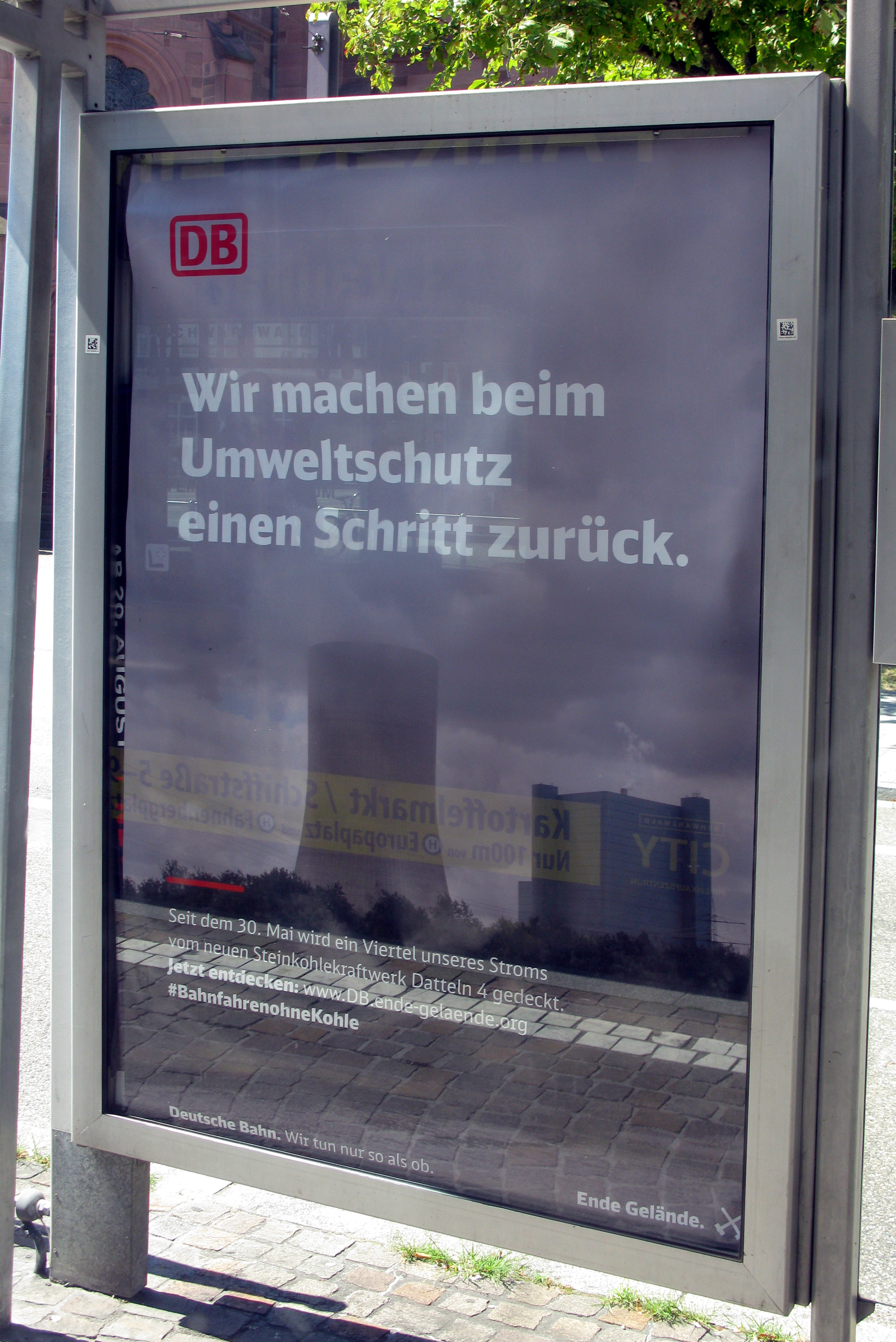
Adbusting contra a empresa ferroviária alemã Deutsche Bahn em Freiburg, 2020

Grupos locais protestaram com manifestações e atos de desobediência civil contra a nova central de energia Datteln 4, que queima carvão importado da Rússia e da Colômbia, e contra a "comissão do carvão" do governo que emitiu um plano em 2020 para acabar com a geração de energia a carvão em 2038 - muito mais tarde do que o exigido por organizações e ONGs do movimento ambientalista.

## Trabalhadores e sindicatos

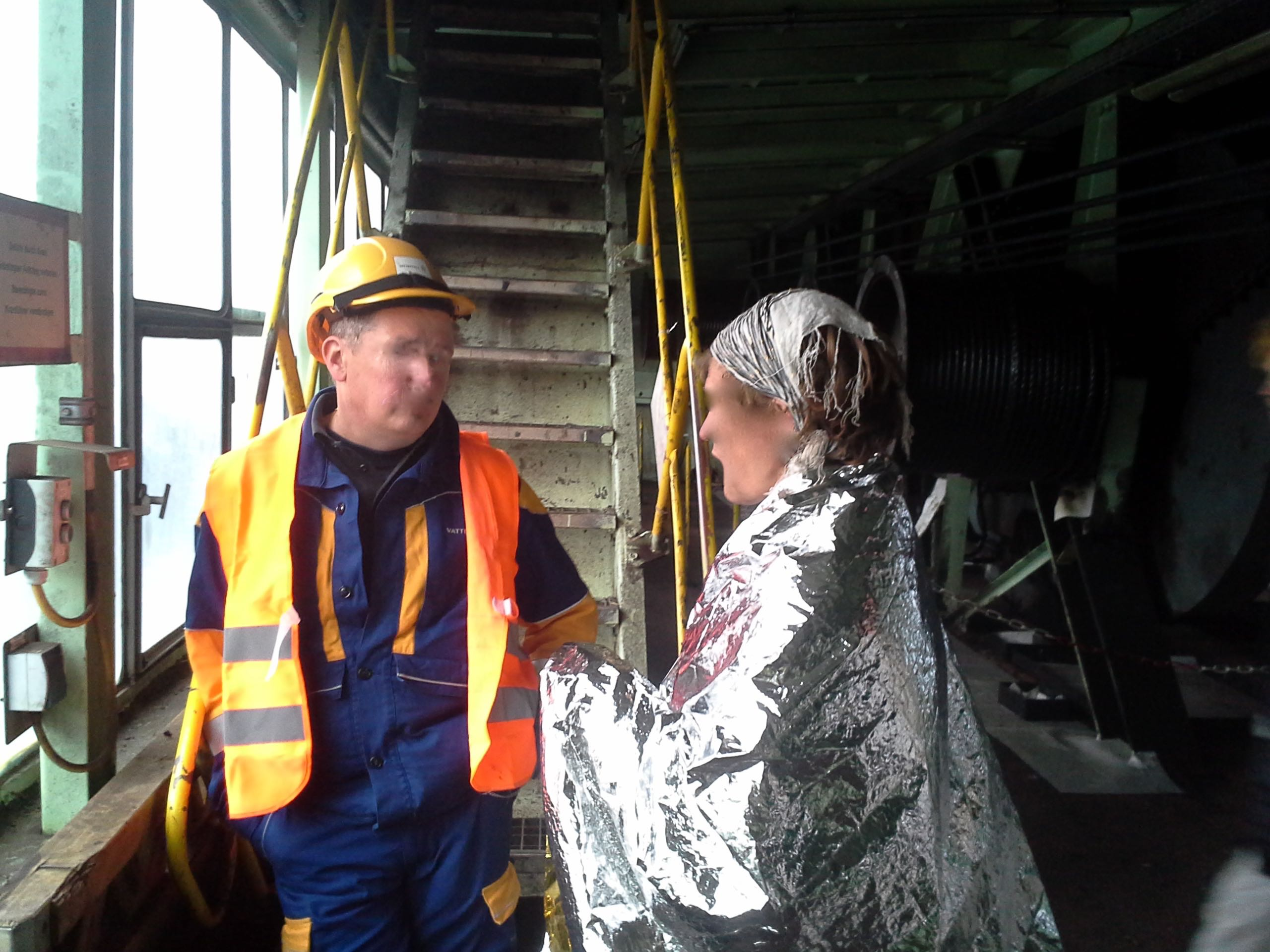
Mineiro de carvão e ativista numa máquina, a conversar, durante o Ende Gelände 2016

O EG manteve várias conversas de nível médio com representantes sindicais. Entre as suas reivindicações está uma estratégia de transição para regiões dependentes de carvão e uma estratégia de saída sem despedimentos coletivos. Os 30.000 trabalhadores do carvão restantes da Alemanha são altamente sindicalizados. O sindicato IGBCE rejeita principalmente as reivindicações por uma transição e tem sido cético em relação ao acordo climático de Paris e à política climática. O segundo maior sindicato Ver.di têm apoiado um plano de saída rápida do carvão desde 2016.

## Europeização

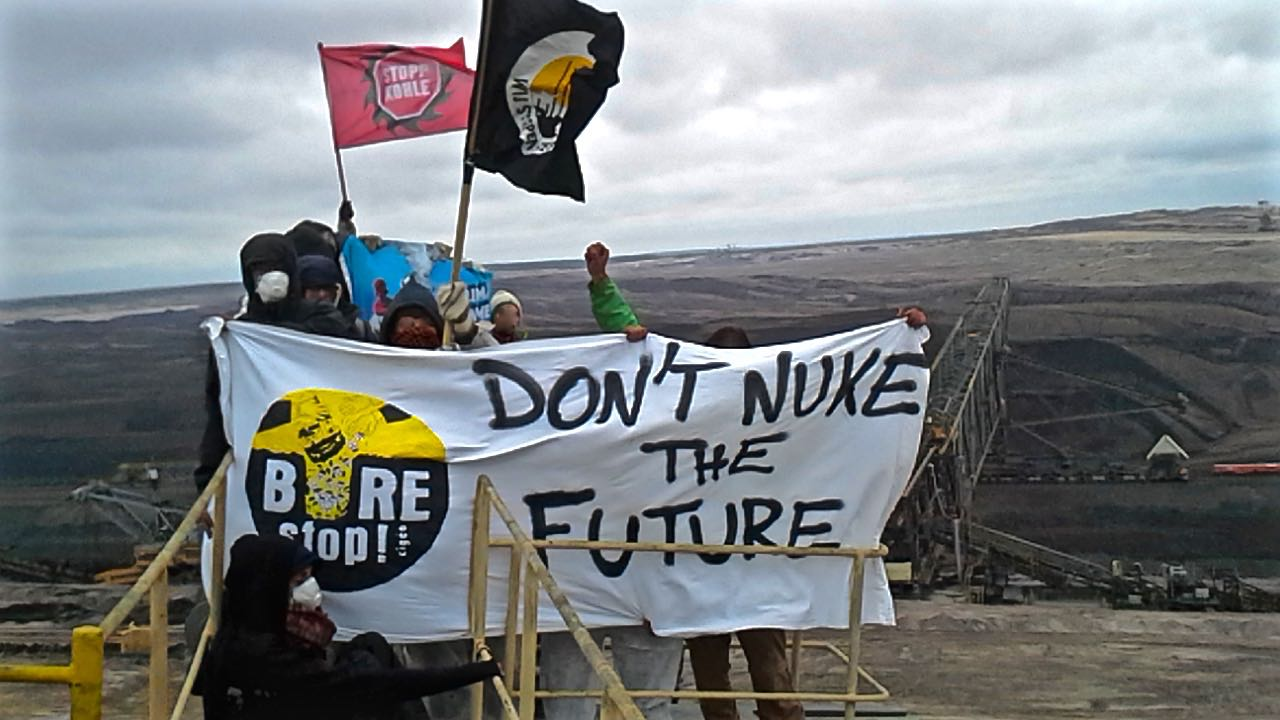
Ende Gelände 2016

O Ende Gelände anunciou a estratégia EGGE (Ende Gelaende vai para a Europa) em 2018 e tornou-se cada vez mais internacional. Até agora, existem filiais em oito países da UE, que enviaram ativistas à Alemanha para bloqueios em massa do EG. Da Alemanha, os ativistas estiveram em Veneza nos protestos anti-navio de cruzeiro "no grande navi" em 2019 e 2020, à República Checa nos protestos anti-carvão "limity jizme" desde 2017, aos campos e protestos anti-carvão na Polônia em 2019 e 2020, bem como no protesto antifracking Code Root na Holanda em 2018 e 2019. Com exceção dos acampamentos climáticos em França em 2019 e 2020, todos os acampamentos climáticos e ações de protesto tentaram oferecer tradução simultânea por voluntários, principalmente para o inglês.

## Ações 2015–2022
Informações mais detalhadas sobre as ações podem ser encontradas aqui:
- Ende Gelände 2015, ocupação da mina de lignite a céu aberto de Garzweiler, Alemanha
- Ende Gelände 2016, ocupação de minas de lignite a céu aberto na região de Lusácia, Alemanha
- Ende Gelände 2017, ocupação de minas de lignite a céu aberto nas minas de carvão da Renânia, Alemanha
- Ende Gelände 2018, ocupação da mina de lignite a céu aberto de Hambach, Alemanha
- Ende Gelände 2019, ocupações em torno das minas a céu aberto de Garzweiler e Lusatian, Alemanha
- Ende Gelände 2020, ocupação da mina a céu aberto de Garzweiler e também um local de obras de gasoduto, Alemanha, ocupação da floresta Danneröder para evitar a sua destruição por uma autoestrada.
- Ende Gelände 2021
- Ende Gelände 2022

## Vídeos
- 2015, de 350.org em inglês
- 2016, Tudo se junta enquanto tudo se desmorona: Ende Gelände (2016), filme de Oliver Ressler, 12 min
- 2017, chamada para participação durante a cimeira internacional do clima em Bonn, em inglês
- 2017, legendas em inglês, 2 min.
- 2018, inglês, 2:30 min.
- 2019, centenas fluindo pelas linhas policiais em mina de carvão, vídeo de drone, inglês